# Pi Herculis

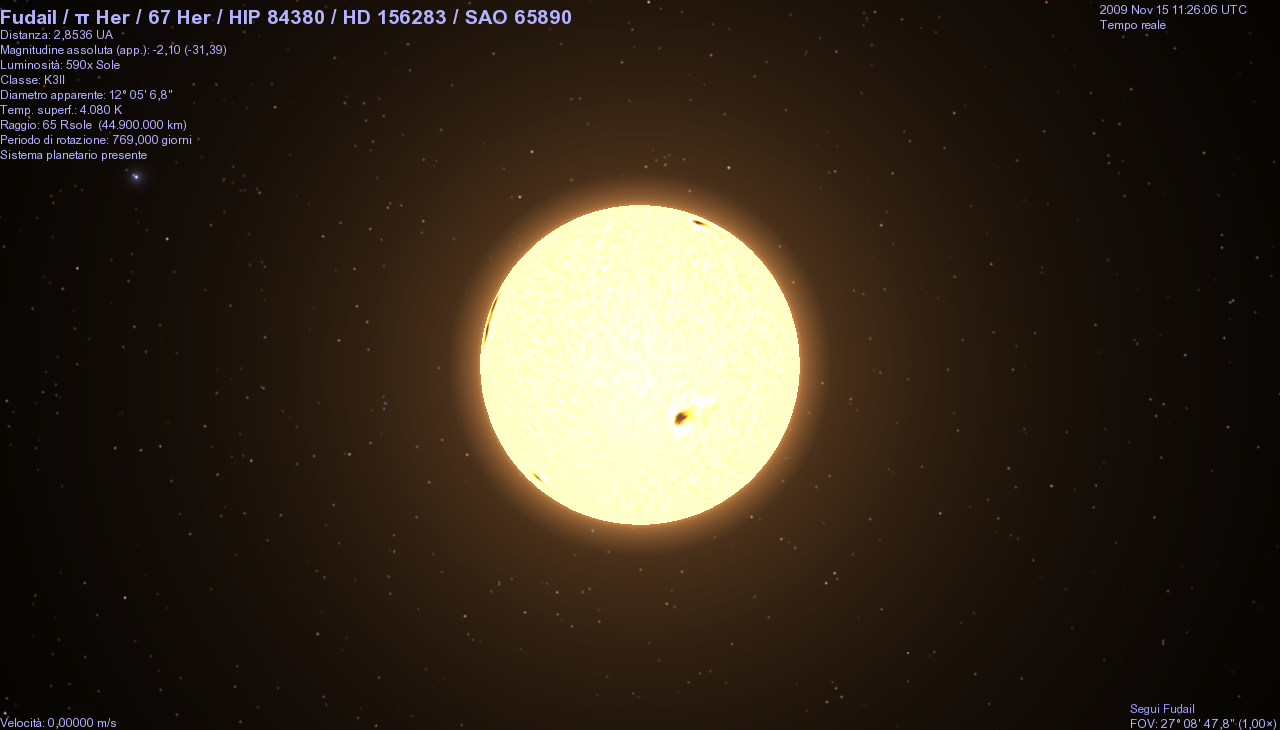
Estrella Pi Herculis.

Pi Herculis (π Her / 67 Herculis / HD 156283) es la cuarta estrella más brillante de la constelación de Hércules a pesar de tener la letra griega Pi, siendo su magnitud aparente +3,16. Es superada en brillo por Kornephoros (β Herculis), ζ Herculis y Sarin (δ Herculis). Su nombre tradicional en árabe es Fudaíl.
Pi Herculis es una gigante naranja luminosa —a veces clasificada como supergigante— de tipo espectral K3II y 4110 K de temperatura. Situada a 370 años luz de distancia del sistema solar, es 1330 veces más luminosa que el Sol. Su radio es entre 55 y 72 veces más grande que el radio solar, dependiendo de los parámetros utilizados para su medida.
Pi Herculis es una «estrella variable» en el sentido de que cambia su velocidad relativa a la Tierra en un período de 613 días. La causa puede ser una compañera de al menos 27 veces la masa de Júpiter situada a 3 UA, pulsaciones «no radiales» (partes de la superficie de la estrella pulsan hacia fuera mientras que otras se mueven hacia dentro), o la rotación de la estrella que hace que manchas en su superficie entren y salgan del campo de visión. Un segundo período sobrepuesto más corto (de unos 90 días) y de menor amplitud favorece la hipótesis de las pulsaciones no radiales.